# Jac Nellemann
 Jacob "Jac" Nellemann  va ser un pilot de curses automobilístiques danès que va arribar a disputar curses de Fórmula 1.
Va néixer el 19 d'abril del 1944 a Copenhaguen, Dinamarca.

## A la F1
Jac Nellemann va debutar a la setena cursa de la temporada 1976 (la 27a temporada de la història) del campionat del món de la Fórmula 1, disputant el 13 de juny del 1976 el G.P. de Suècia al circuit d'Anderstorp.
Va participar en una única cursa puntuable pel campionat de la F1, no aconseguint classificar-se per disputar la cursa i no assolí cap punt pel campionat del món de pilots.

## Resultats a la Fórmula 1
| Any  | Equip      | Xassís  | Motor    | 1   | 2   | 3     | 4   | 5   | 6   | 7       | 8   | 9   | 10  | 11  | 12  | 13  | 14  | 15  | 16  | 17 | Posició | Punts |
| ---- | ---------- | ------- | -------- | --- | --- | ----- | --- | --- | --- | ------- | --- | --- | --- | --- | --- | --- | --- | --- | --- | -- | ------- | ----- |
| 1976 | RAM Racing | Brabham | Cosworth | BRA | SUD | O.USA | ESP | BEL | MON | SUE NVQ | FRA | GBR | ALE | AUT | HOL | ITA | CAN | USA | JAP |    | -       | 0     |

### Resum
| Curses: | Victòries: | Pòdiums: | Poles: | Voltes ràpides: | Punts: |
| ------- | ---------- | -------- | ------ | --------------- | ------ |
| 1       | 0          | 0        | 0      | 0               | 0      |